# Henry, duca di Gloucester
Henry William Frederick Albert Windsor, duca di Gloucester (Sandringham, 31 marzo 1900 – Oundle, 10 giugno 1974), membro della famiglia reale britannica, era il quarto figlio di re Giorgio V del Regno Unito e della regina Mary, nonché zio della ex regina Elisabetta II. Quando suo fratello salì al trono con il nome di Giorgio VI, Henry divenne il potenziale reggente per sua nipote, nel caso il fratello fosse deceduto durante la minor età della principessa.
Fu il primo figlio di un monarca britannico a studiare in una scuola, dove eccelse nello sport. Proseguì gli studi all'Eton College e poi entrò nel 10° ussari reali, un reggimento che sperava di comandare. La sua carriera militare fu interrotta dai doveri reali; ironicamente era soprannominato "milite ignoto" per il suo basso profilo e la sua timidezza. Nel 1935 sposò Lady Alice Montagu Douglas Scott, dalla quale ebbe due figli.
Nel 1939-1940 lavorò in Francia come ufficiale di collegamento e successivamente venne nominato Governatore Generale dell'Australia.

## Primi anni di vita

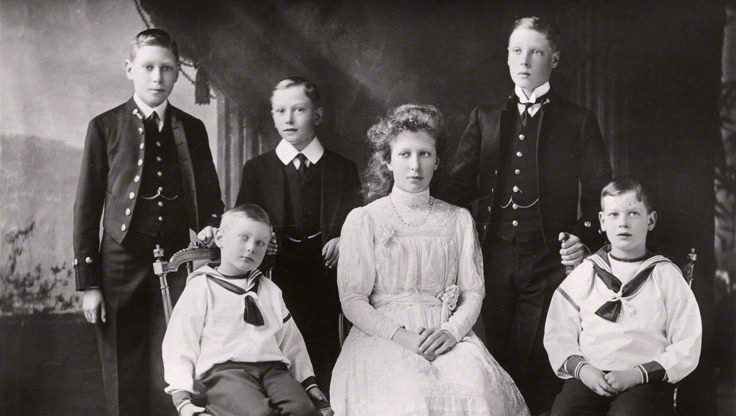
I figli del re nel 1912: da sinistra a destra Albert, John, Henry, Mary, Edward e George.

Il principe Henry nacque a York Cottage, nella tenuta di Sandringham, il 31 marzo 1900. Suo padre era il duca di York (poi re Giorgio V), figlio maggiore del principe di Galles (poi re Edoardo VII). Sua madre era Mary di Teck, unica figlia del principe Francesco di Teck e di Maria Adelaide di Cambridge. Al momento della nascita era quinto nella linea di successione al trono britannico dopo il nonno, il padre e i due fratelli maggiori.
Fu battezzato nella cappella privata del castello di Windsor il 17 maggio 1900 da Randall Thomas Davidson, vescovo di Winchester. Suoi padrini e madrine furono: la regina Vittoria (bisnonna paterna); Guglielmo II, imperatore di Germania (suo cugino, rappresentato dal principe Alberto di Prussia; la principessa Beatrice di Battenberg (sua prozia paterna); la duchessa di Cumberland (sua prozia paterna, rappresentata dalla principessa di Galles); il principe Giorgio di Grecia (suo cugino, rappresentato dal principe di Galles); la principessa Maud di Danimarca (sua zia paterna, rappresentata dalla principessa Vittoria del Galles); il principe Alessandro di Teck (suo zio paterno, rappresentato dal principe Giorgio, duca di Cambridge) e il maresciallo di campo Frederick Sleigh Roberts, I conte Roberts (rappresentato dal generale Sir Dighton Probyn). In famiglia era informalmente chiamato Harry.

## Infanzia

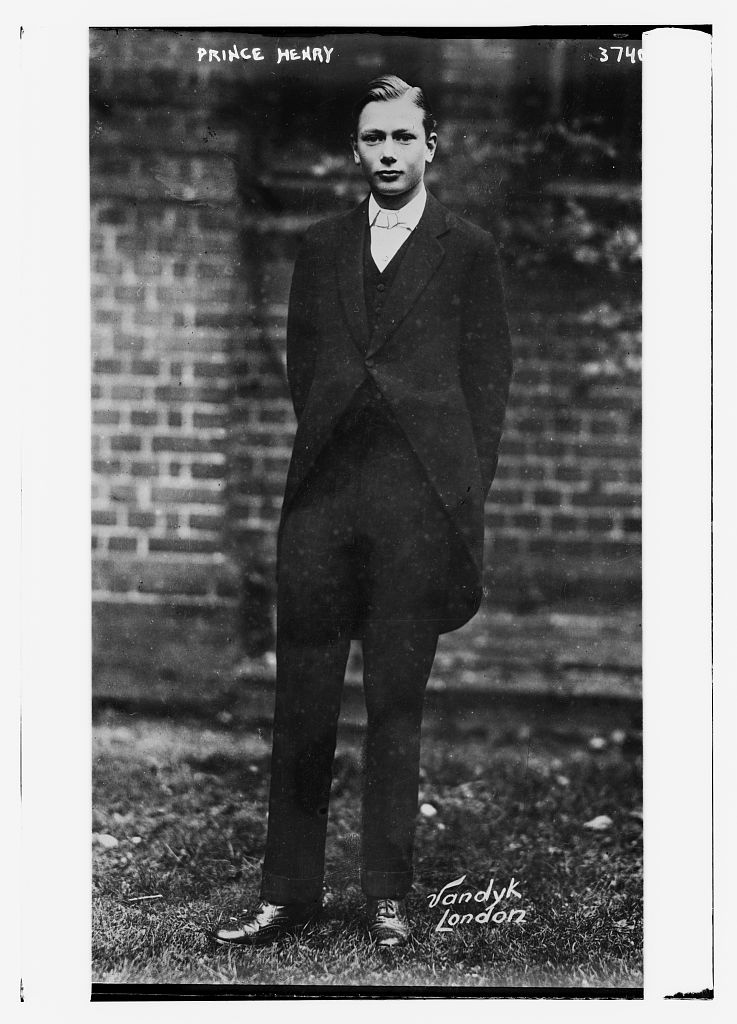
A Eton nel 1916

Da ragazzo il principe Henry soffriva di cattiva salute, come il fratello maggiore Albert (il futuro re Giorgio VI). Aveva anche problemi alle ginocchia e dovette indossare dolorose stecche alle gambe. Era un bambino estremamente nervoso ed era spesso vittima di attacchi spontanei di pianto o di risatine e, come suo fratello Albert, aveva una combinazione di disturbi del linguaggio. Entrambi soffrivano di rotacismo, un disturbo che impediva loro di pronunciare il suono "r". Mentre quella di Albert era una "erre alla francese", Henry non era assolutamente in grado di pronunciare il suono e la sua r suonava come una w. Oltre a questo, Henry soffriva anche di sigmatismo nasale e aveva un tono insolitamente acuto. Di conseguenza aveva una voce molto particolare.
Nel 1909 le cattive condizioni di salute di Henry diventarono una seria preoccupazione per i suoi genitori. Era molto piccolo per la sua età ed era incline a subire raffreddori molto aggressivi. "È necessario ricordare che lui è piuttosto fragile e deve essere trattato in modo diverso dai suoi due fratelli maggiori che sono più robusti", scrisse suo padre al tutore del principe, Henry Peter Hansell.
Il 6 maggio 1910 il principe Giorgio divenne re e Henry terzo nella linea di successione al trono. Il sovrano venne convinto dal tutore del principe che sarebbe stato un bene per la personalità di Henry frequentare la scuola, dove avrebbe potuto interagire con i ragazzi della sua età. Il sovrano, che aveva respinto questa proposta per i suoi due figli maggiori, concordò, sulla base del fatto che ciò lo avrebbe aiutato a "comportarsi come un ragazzo e non come un bambino". Il principe Henry fu quindi il primo figlio di un monarca britannico a frequentare la scuola. Dopo tre giorni all'istituto preparatorio St Peter's Court di Broadstairs come giornaliero, il signor Hansell, notando che al principe piaceva l'esperienza, chiese al re di mandarlo come convittore. Il sovrano accettò.
Henry trascorse tre anni alla St Peter's Court. Accademicamente, non era molto brillante e, anche se mostrava una particolare attitudine per la matematica, il solo vero interesse di Henry divenne lo sport, in particolare il cricket e il calcio. "Tutto quello che scrive è sul calcio", scrisse la madre, rispondendo a una lettera molto dettagliata del figlio su una partita.
Nel settembre del 1913 Henry comincio a frequentare l'Eton College e, durante la prima guerra mondiale, un membro della sua casa (la Mr. Lubbock's) fu il principe ereditario Leopoldo del Belgio, poi re Leopoldo III. I suoi studi non migliorarono. A migliorare in compenso fu il suo carattere. Grazie allo sport si fece molti amici ed i suoi maestri erano molto contenti di lui, notando nei loro rapporti che era "ben disposto, allegro, modesto e obbediente". Per il padre questi valori erano la cosa più importante, non avendo il tempo o l'interesse per quelli che lui chiamava "intellettuali".
Nel 1919 si iscrisse all'Università di Cambridge con il fratello Albert. Henry aveva ormai superato tutti i suoi fratelli sia in altezza che in corporatura e godeva di ottima salute. Il loro soggiorno a Cambridge sarebbe durato solo un anno e fu molto tranquillo per entrambi, in quanto non vennero autorizzati a vivere al Trinity College con gli altri studenti. Il padre temeva che potessero mescolarsi con strati della società indesiderabili.

## Servizio militare
A differenza dei fratelli, il principe Henry si arruolò nell'esercito anziché nella marina britannica. Nel 1919 si iscrisse infatti alla Reale accademia militare di Sandhurst. Il 16 luglio di quell'anno divenne secondo tenente nel King's Royal Rifle Corps. Il 16 luglio 1921 divenne tenente nel 10° ussari reali, nei quali continuò a servire. Sebbene egli desiderasse essere impiegato in ruoli più operativi come soldato, la sua posizione di membro principale della famiglia reale escluse tale opzione.
Il principe Henry venne promosso al grado di capitano in data 11 maggio 1927 e venne nominato aiutante di campo personale di suo padre il 2 agosto 1929. Il 3 marzo 1931 venne nominato capitano di staff e venne assegnato al servizio distaccato presso la 2ª brigata di cavalleria. Il 2 agosto 1934 divenne maggiore e nel maggio successivo, in occasione del giubileo d'argento del padre, fu promosso colonnello in capo del reggimento Gloucestershire. Il 6 luglio 1935 venne promosso al rango sostanziale di maggiore, suo rango finale come ufficiale in servizio attivo. Il 23 giugno 1936 venne nominato aiutante di campo personale del suo fratello maggiore, re Edoardo VIII.
Dopo l'abdicazione di suo fratello e l'ascesa al trono del duca di York come Giorgio VI, il principe Henry si ritirò dal servizio attivo e ricevette una promozione cerimoniale al grado di maggior generale il 1º gennaio 1937, saltando quattro gradi. Continuò a servire come aiutante di campo personale del nuovo re, ricevendo questa nomina il 1º febbraio 1937. Il 12 marzo divenne colonnello del suo ex reggimento, il 10° ussari reali, dei Royal Inniskilling Fusiliers e dei Gordon Highlanders. Il 28 maggio venne nominato capitano onorario della Royal Naval Volunteer Reserve (RNVR). A questa seguì il 10 novembre la nomina a colonnello onorario del Ceylon Planters' Rifle Corps e della Ceylon Light Infantry, oggi entrambi parte della Sri Lanka Light Infantry.
Dopo lo scoppio della seconda guerra mondiale, si unì al corpo di spedizione britannico e venne nominato capo degli ufficiali di collegamento il 4 settembre 1939. Nel gennaio del 1940 divenne colonnello dell'Ulster Anti-Aircraft Regiments, della Royal Artillery e della Territorial Army. Nel 1940 rimase leggermente ferito quando la sua auto personale venne attaccato dal cielo. Nell'agosto dello stesso anno venne nominato ufficiale amministratore di collegamento delle GHQ Home Forces. Quell'anno divenne il secondo in comando della 20ª brigata corazzata e venne promosso luogotenente generale il 17 settembre 1941. Il 27 ottobre del 1944 fu promosso al rango di generale.
Nel 1955 venne nominato feldmaresciallo e nel 1958 maresciallo della Royal Air Force.

## Duca di Gloucester
Il 31 marzo 1928 il padre lo creò duca di Gloucester, conte di Ulster e barone Culloden, tre titoli che lo collegavano alle tre parti del Regno Unito: Inghilterra, Irlanda del Nord e Scozia. Lo stesso anno visitò il Canada.
Prima del suo matrimonio, la più grande ambizione del principe era quella di comandare un giorno il suo reggimento, il 10° ussari reali, o almeno di trascorrere molto tempo nell'esercito. Anche se era un soldato di rango, essendo il figlio del re gli fu impedito di unirsi al suo reggimento all'estero e questo significava che era generalmente visto come un estraneo dai suoi colleghi ufficiali. Per la sua crescente disperazione dovette soddisfare i molteplici doveri reali che il padre gli assegnava.
Nel settembre del 1928 Henry lasciò l'Inghilterra con il fratello Edoardo, principe di Galles per un safari di caccia in Africa. I fratelli si separarono a Nairobi, dove Henry rimase. Lì fu intrattenuto da Mansfield Markham e da sua moglie Beryl. Quest'ultima e Henry presto iniziarono una relazione. Anche se le fonti sono divise su quando la vicenda ebbe inizio, molti dicono che terminò prima del suo ritorno in Inghilterra. Nel mese di novembre i fratelli furono richiamati in patria per un peggioramento delle condizioni di salute del padre e Beryl seguì il principe poco dopo. Al Grosvenor Hotel, nei pressi di Buckingham Palace, la storia proseguì con il principe Henry che partecipava apertamente con lei a feste nella sua suite e beveva troppo.
La vicenda, ampiamente conosciuta dalla società di Londra, scioccò la regina, per la gioia del principe di Galles, che sottolineò che "per una volta, era il ragazzo dagli occhi azzurri della regina Mary in difficoltà e non io". Il re entrò nella vicenda, pensando che mantenere Henry occupato sarebbe stato il modo migliore per concludere la storia e fargli smettere di bere. Quell'anno infatti organizzò una serie di visite per il figlio.
Nel 1929 si recò in Giappone per conferire all'imperatore Hirohito l'Ordine della Giarrettiera. Il 2 novembre 1930 assistette alla incoronazione di Haile Selassie, imperatore d'Etiopia ad Addis Abeba, unitamente a Ferdinando di Savoia, principe di Udine. Nel 1934 re Giorgio V, come re d'Irlanda, lo nominò cavaliere dell'Ordine di San Patrizio, l'ordine cavalleresco dell'Irlanda. La sua fu la penultima nomina nell'ordine. L'ultimo cavaliere nominato fu infatti il principe Albert. All'investitura fu presente anche il presidente del Consiglio esecutivo dello Stato Libero d'Irlanda Éamon de Valera. Al momento della sua morte, il duca di Gloucester era l'ultimo cavaliere rimanente. Nel 1934 si recò in visita in Australia e Nuova Zelanda. La gente lo accolse con travolgente entusiasmo e un giornalista scrisse: "Ciò ammonta a qualcosa di molto vicino all'adorazione".

## Matrimonio e famiglia

Bernard Tussaud completa le figure di cera dei duchi di Gloucester.

Stemmi combinati di Henry e Alice, il duca e la duchessa di Gloucester.

Quando tornò dal suo viaggio in Giappone nel 1929 la relazione con Beryl Markham era rotta. Il marito voleva il divorzio e minacciò di pubblicare le lettere private del principe Henry alla moglie se non si fosse "preso cura di Beryl". Il duca e la sua ex amante non si incontrarono mai più, anche se lei gli scrisse quando visitò il Kenya nel 1950 con la moglie. Il duca non le rispose mai. Gli avvocati del principe Henry pagarono alla sua ex amante una rendita fino alla sua morte avvenuta nel 1990.
Dopo la sua visita in Australia e Nuova Zelanda, e sotto pressione dai suoi genitori, il principe Henry decise che era tempo di sistemarsi e si dichiarò a Lady Alice Montagu Douglas Scott, sorella di uno dei suoi migliori amici, Lord William Montagu Douglas Scott. La proposta, come scrisse Lady Alice molti anni più tardi, non fu affatto romantica dato che questa "non era la sua strada". Il principe infatti "borbottò mentre un giorno facevamo una passeggiata". Si sposarono il 6 novembre 1935. Inizialmente la cerimonia doveva tenersi nell'abbazia di Westminster, ma venne poi spostata nella più modesta cappella reale di St. James's Palace a causa della morte del padre di Lady Alice, John Montagu Douglas Scott, VII duca di Buccleuch, avvenuta poco prima del matrimonio. Insieme ebbero due figli:
- William (18 dicembre 1941 - 28 agosto 1972), morto celibe in un incidente aereo;
- Richard (nato il 26 agosto 1944); sposò una danese, Birgitte van Deurs, l'8 luglio 1972. Ha tre figli.

La coppia visse inizialmente al Royal Pavilion di Aldershot, presso la caserma del reggimento del duca. "Era un alloggio molto semplice", ricordò poi la duchessa di Gloucester, e "l'unica cosa reale in esso era la presenza di mio marito". Dopo la morte del padre, il duca con la maggior parte della sua eredità acquistò Barnwell Manor, una grande casa di campagna nel Northamptonshire che era appartenuta agli antenati di sua moglie. Come residenza a Londra ai duchi fu concessa la York House di St. James's Palace.

## Abdicazione di Edoardo VIII
Nel dicembre del 1936 il fratello di Henry, re Edoardo VIII, abdicò per sposare la divorziata Wallis Simpson. Anche se le conseguenze della crisi di abdicazione pesarono molto più su suo fratello, il principe Albert, che divenne re Giorgio VI, anche la vita del principe Henry cambiò profondamente. A parte il profondo choc personale, comune a tutta la famiglia reale, l'abdicazione pose fine alla sua carriera militare. Anche se era terzo nella linea di successione al trono dopo le due nipoti Elisabetta e Margaret, era il primo adulto in linea e divenne il potenziale reggente per sua nipote, nel caso il fratello fosse deceduto durante la minor età della principessa. Elisabetta avrebbe compiuto diciotto anni il 21 aprile 1944. Per questo motivo, il principe Henry non poteva lasciare il Regno Unito quando il re era assente. Inoltre, lui e suo fratello minore, il duca di Kent, videro aumentare considerevolmente i propri impegni reali per supportare il nuovo re.
Edoardo VIII, che divenne duca di Windsor, ricordò poi che Henry reagì alla notizia della sua abdicazione. I fratelli non erano mai stati vicini e, a parte i cavalli, non avevano molto in comune. Edoardo VIII ammise anche di essere dispiaciuto per le implicazioni che l'abdicazione ebbe sul "milite ignoto", un soprannome che scherzosamente usava per riferirsi al fratello a causa del suo basso profilo.
Il brusco cambiamento della vita, prima spensierata, del principe Henry a quel punto fu chiarito dal nuovo re nella prima sera del suo regno, quando mise in guardia i suoi due fratelli: "Se voi due pensate che, ora che ho preso questo nuovo lavoro, si può andare a comportarsi come più vi piace, come prima, vi sbagliate! Voi due dovete tirare avanti insieme".
Anche se il duca di Gloucester sostenne sempre instancabilmente e doverosamente suo fratello e poi sua nipote, aveva una predilezione per il whisky. In un'occasione la regina Mary scrisse alla duchessa, suggerendole che se stavano progettando di visitarla avrebbero dovuto portare la propria fornitura di whisky: "Non ne abbiamo molto ed è così costoso". Anche Noble Frankland, che scrisse la biografia del duca dopo la sua morte, su richiesta e con la supervisione della principessa Alice, scrisse che: "Lui non evitava un bicchiere di whisky... o un blasfemo giuramento occasionale"."
Re Giorgio VI nutriva un grande affetto per il fratello minore. Le circostanze li avevano resi più vicini dopo l'abdicazione e il sovrano aveva fiducia nel principe Henry per le questioni importanti doverosamente intraprese. Talvolta, però, il sovrano si alterò con Henry. In un'occasione, dopo una giornata di caccia al castello di Balmoral, il re si accorse di un errore nella sua tabella di gioco. Sembravano esserci un paio di galli cedroni in meno. Un membro del personale suggerì al sovrano di chiamare e chiedere al duca di Gloucester, che alloggiava a Birkhall. Quando il duca confermò di aver preso lui i due uccelli, il re con tono burbero disse al fratello che egli non avrebbe dovuto mai più prendere gli uccelli senza di lui. Questo aneddoto venne riportato da un membro del personale.

## Seconda guerra mondiale
Dopo lo scoppio della seconda guerra mondiale, il duca di Gloucester, in qualità di capo degli ufficiali di collegamento con il comandante in capo del corpo di spedizione britannico Lord Gort, trascorse quasi tutto il primo anno di guerra in Francia. Oltre ad aumentare il morale delle truppe, divenne utile come testimone di prima mano della situazione verso i funzionari governativi e il re, al quale scriveva continuamente resoconti dettagliati ed oggettivi di ciò che stava accadendo. Sempre desideroso di mettersi in gioco, il duca si trovò spesso in situazioni pericolose, ma non ne sembrava eccessivamente preoccupato. "Motoring non è bella come molti villaggi che vengono bombardati", scrisse a sua moglie nel suo solito modo semplice e indifferente.
Avendo conosciuto re Leopoldo III del Belgio ai tempi della scuola, Henry volle incontrarlo personalmente per offrirgli supporto, dopo che cominciò a circolare la voce che il Belgio si sarebbe arreso alla Germania. Il 14 maggio, lui e suo cognato, Lord William Montagu Douglas Scott, guidarono fino all'Hotel Univers ad Arras, nel Belgio, per incontrare il re dei Belgi in una località segreta. Quella notte l'Hotel Univers venne bombardato, causando diversi morti. Alcuni soggiornavano nelle camere vicine a quelle del principe. Henry scrisse al fratello che re Leopoldo era "molto depresso". Sulla via del ritorno i due vennero coinvolti nei pesanti bombardamenti nemici a Tournai e la loro auto prese fuoco. Riuscirono a uscire e a rifugiarsi in un vicolo, con il duca che aveva bisogno di cure mediche per una ferita che sanguinava copiosamente.
Anche se era generalmente ottimista, il principe Henry a volte soffrì di attacchi di depressione durante il suo servizio nel 1940, soprattutto alla fine delle sue occasionali licenze. "La mia amata Alice ieri mi odiava così tanto poiché la lasciavo che non riuscivo a mantenere una faccia seria", scrisse della moglie dopo il ritorno. La costrizione di vivere sul fronte francese a volte diminuì la sua determinazione: "Penso che odio questo paese e la guerra più che mai... È uno spreco così orribile di tutto", disse alla duchessa.
Nel mese di giugno, dopo la caduta di Dunkerque, un imbarazzato comando generale ordinò al duca di tornare in Inghilterra poiché non si era in grado di garantire la sicurezza del fratello del re. "Dovunque sono andato, sono stato bombardato", spiegò il principe alla madre, divertito.
L'anno successivo, il re organizzò per lui una missione militare e diplomatica di quattro mesi in Medio Oriente, India e Africa orientale. La missione cominciò subito dopo che il principe Henry era diventato padre per la prima volta. Questo era considerato un viaggio pericoloso, dato che i tedeschi stavano avanzando rapidamente verso alcuni dei territori che Henry avrebbe visitato. Il re scrisse alla cognata che avrebbe agito in qualità di tutore del neonato principe William se fosse successo qualcosa al fratello.
Dopo che il fratello minore del principe Henry, il duca di Kent, morì in un incidente aereo nell'agosto del 1942, fu deciso che il duca di Gloucester non sarebbe mai più stato inviato in missioni che avrebbero potuto rivelarsi pericolose.

## Governatore Generale dell'Australia

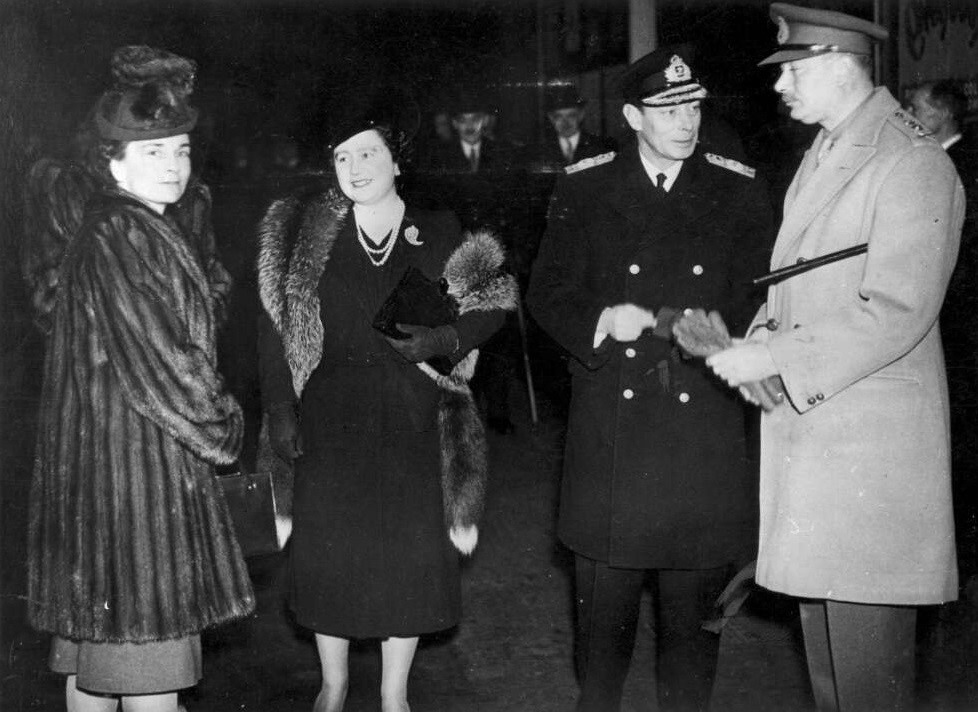
I duchi di Gloucester, con il re e la regina, alla loro partenza per l'Australia

Alla fine del 1944 il duca venne inaspettatamente nominato Governatore Generale dell'Australia dopo che il fratello minore, il duca di Kent, cui era stato offerto l'incarico, era morto in un incidente aereo in Scozia. Il Partito Laburista del primo ministro australiano John Curtin progettava di nominare un australiano alla carica vicereale. Nelle circostanze della guerra, però, Curtin decise che la nomina di un membro della famiglia reale avrebbe avuto tre vantaggi: avrebbe aumentato le probabilità che l'Inghilterra mantenesse l'impegno di difendere l'Australia, avrebbe puntualizzato che l'Australia non sarebbe diventata un "satellite" degli Stati Uniti e sarebbe stata una nomina politicamente più neutrale che quella di un australiano. Anche l'opposizione accettò la nomina del principe.
Già nel 1934 il duca aveva fatto una visita di successo in Australia. Poiché era di carattere timido, a volte appariva rigido e formale, ma lui e la moglie viaggiarono molto nel paese con il loro aereo durante il loro mandato. Dopo la morte di Curtin nel 1945, il principe chiamò a succedergli prima Frank Forde e, pochi giorni dopo, Ben Chifley.
I duchi di Gloucester lasciarono l'Australia nel marzo del 1947, dopo due anni circa di mandato, a causa della necessità di agire in qualità di consigliere di Stato durante una visita di re Giorgio VI e della sua famiglia in Sudafrica. Come regalo di addio lasciò il suo aereo personale, per l'utilizzo da parte del governo e della gente d'Australia.

## Ultimi anni e morte

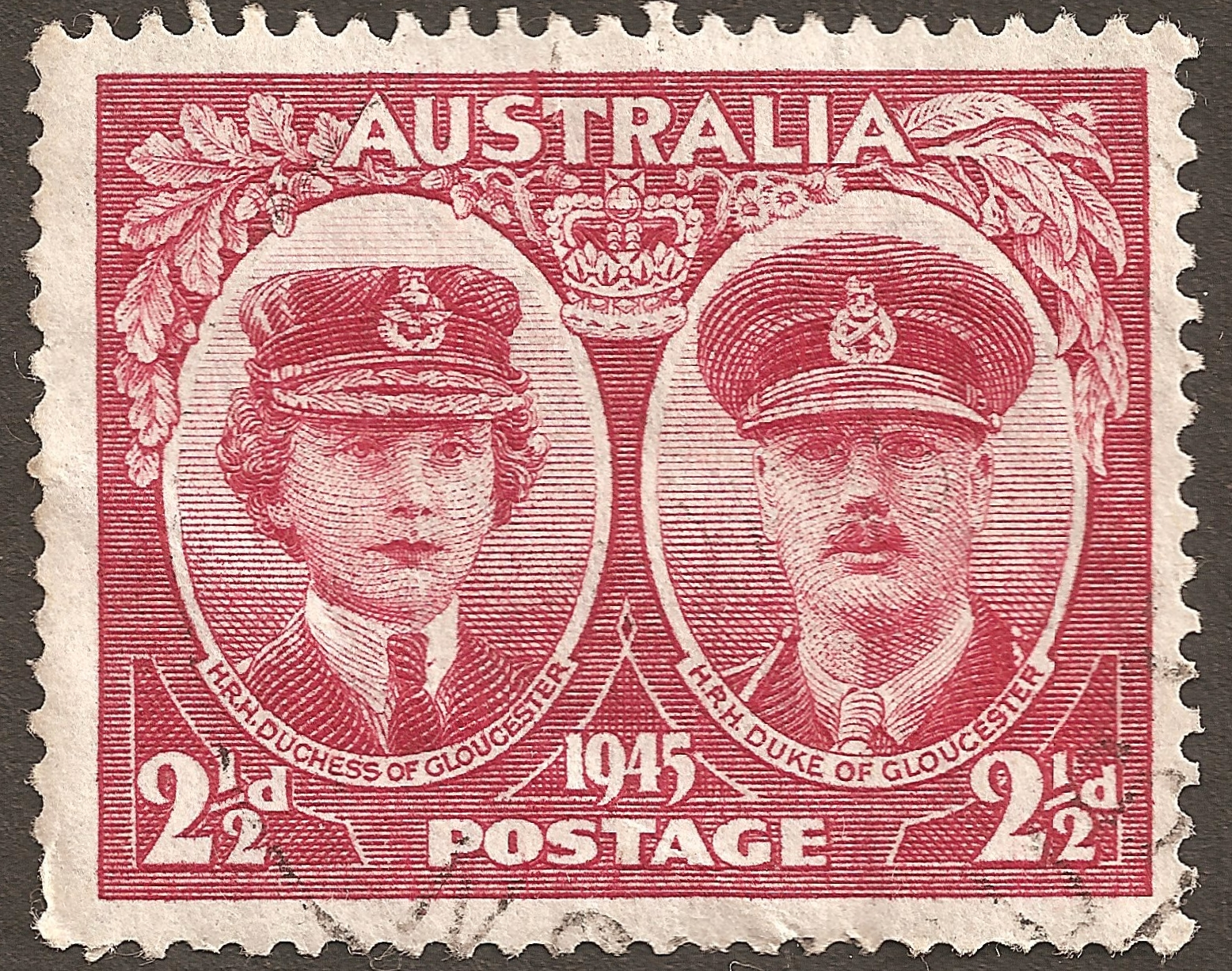
Francobollo australiano del 1945 che celebra la nomina del duca a governatore generale.

Nel maggio del 1949, nel maggio del 1961, nel maggio del 1962 e nel maggio del 1963 il duca servì come lord alto commissario nell'assemblea generale della Chiesa di Scozia. Nel 1949 ciò lo rese temporaneamente terzo nell'ordine di precedenza dopo il re e la regina.
Nel 1953 il duca partecipò all'incoronazione della regina Elisabetta II. Anche sotto il regno della nipote, i duchi di Gloucester avevano numerosi impegni reali e fecero diversi viaggi all'estero. Nel 1954 divenne tesoriere dell'Onorevole Società Gray's Inn. Negli anni successivi fu colpito da una serie di ictus e fu troppo malato per partecipare al funerale del fratello maggiore, il duca di Windsor, o al matrimonio di suo figlio Richard, entrambi avvenuti nel 1972.
Henry subì il primo ictus nel 1965 mentre lui e sua moglie Alice erano di ritorno dal funerale di Winston Churchill. Il malore del duca provocò anche un incidente stradale. Gli ictus successivi costrinsero il principe sulla sedia a rotelle e nei suoi ultimi anni di vita non era più in grado di parlare. La sua ultima apparizione in pubblico fu in occasione dello scoprimento di una targa dedicata alla regina Mary a Marlborough House nel 1967. Era debole e sembrava considerevolmente più vecchio del duca di Windsor, suo fratello maggiore. Nel 1972 il figlio maggiore del duca, il principe William, morì in un incidente aereo. Henry era in condizioni di salute tali che la moglie esitò a dirglielo. In seguito nelle sue memorie ammise che non lo fece, ma che il marito poteva aver appreso della morte del figlio a causa della grande copertura televisiva che questo evento ricevette.
Il duca era l'ultimo figlio superstite di re Giorgio V e della regina Mary. Morì nella sua residenza di Barnwell Manor, presso Oundle, il 10 giugno 1974. Fu sepolto nel Royal Burial Ground di Frogmore. Il suo secondo figlio, il principe Richard, ereditò il titolo di duca di Gloucester. Lady Alice ricevette il permesso dalla regina Elisabetta II di portare il titolo di "Principessa Alice, duchessa di Gloucester" per distinguerla dalla nuora. Lady Alice morì nel 2004 ed è tuttora il membro più longevo della famiglia reale britannica.

## Onorificenze

Lo stemma personale del principe Henry, duca di Gloucester.

Il monogramma personale del principe Henry, duca di Gloucester.

## Antenati
|                                   |                           |                                             | Genitori                                                       |  |  | Nonni |  |  | Bisnonni                          |  |  | Trisnonni                           |  |
|                                   |                           |                                             |                                                                |  |  |       |  |  | Alberto di Sassonia-Coburgo-Gotha |  |  | Ernesto I di Sassonia-Coburgo-Gotha |  |
|                                   |                           |                                             |                                                                |  |  |       |  |  | Alberto di Sassonia-Coburgo-Gotha |  |  | Ernesto I di Sassonia-Coburgo-Gotha |  |
|                                   |                           | Luisa di Sassonia-Gotha-Altenburg           |                                                                |  |  |       |  |  | Alberto di Sassonia-Coburgo-Gotha |  |  |                                     |  |
| Edoardo VII del Regno Unito       |                           |                                             |                                                                |  |  |       |  |  | Alberto di Sassonia-Coburgo-Gotha |  |  |                                     |  |
|                                   |                           | Vittoria del Regno Unito                    | Edoardo Augusto, duca di Kent e Strathearn                     |  |  |       |  |  |                                   |  |  |                                     |  |
|                                   |                           | Vittoria del Regno Unito                    | Edoardo Augusto, duca di Kent e Strathearn                     |  |  |       |  |  |                                   |  |  |                                     |  |
|                                   |                           | Vittoria del Regno Unito                    | Vittoria di Sassonia-Coburgo-Saalfeld                          |  |  |       |  |  |                                   |  |  |                                     |  |
| Giorgio V del Regno Unito         |                           | Vittoria del Regno Unito                    |                                                                |  |  |       |  |  |                                   |  |  |                                     |  |
|                                   |                           | Cristiano IX di Danimarca                   | Federico Guglielmo di Schleswig-Holstein-Sonderburg-Glücksburg |  |  |       |  |  |                                   |  |  |                                     |  |
|                                   |                           | Cristiano IX di Danimarca                   | Federico Guglielmo di Schleswig-Holstein-Sonderburg-Glücksburg |  |  |       |  |  |                                   |  |  |                                     |  |
|                                   |                           | Cristiano IX di Danimarca                   | Luisa Carolina d'Assia-Kassel                                  |  |  |       |  |  |                                   |  |  |                                     |  |
| Alessandra di Danimarca           |                           | Cristiano IX di Danimarca                   |                                                                |  |  |       |  |  |                                   |  |  |                                     |  |
|                                   |                           | Luisa d'Assia-Kassel                        | Guglielmo d'Assia-Kassel                                       |  |  |       |  |  |                                   |  |  |                                     |  |
|                                   |                           | Luisa d'Assia-Kassel                        | Guglielmo d'Assia-Kassel                                       |  |  |       |  |  |                                   |  |  |                                     |  |
|                                   |                           | Luisa d'Assia-Kassel                        | Luisa Carlotta di Danimarca                                    |  |  |       |  |  |                                   |  |  |                                     |  |
| Henry Windsor, duca di Gloucester |                           | Luisa d'Assia-Kassel                        |                                                                |  |  |       |  |  |                                   |  |  |                                     |  |
|                                   | Alessandro di Württemberg | Ludovico Federico Alessandro di Württemberg |                                                                |  |  |       |  |  |                                   |  |  |                                     |  |
|                                   | Alessandro di Württemberg | Ludovico Federico Alessandro di Württemberg |                                                                |  |  |       |  |  |                                   |  |  |                                     |  |
|                                   | Alessandro di Württemberg | Enrichetta di Nassau-Weilburg               |                                                                |  |  |       |  |  |                                   |  |  |                                     |  |
| Francesco di Teck                 | Alessandro di Württemberg |                                             |                                                                |  |  |       |  |  |                                   |  |  |                                     |  |
|                                   |                           | Claudine Rhédey von Kis-Rhéde               | László Rhédey von Kis-Rhéde                                    |  |  |       |  |  |                                   |  |  |                                     |  |
|                                   |                           | Claudine Rhédey von Kis-Rhéde               | László Rhédey von Kis-Rhéde                                    |  |  |       |  |  |                                   |  |  |                                     |  |
|                                   |                           | Claudine Rhédey von Kis-Rhéde               | Ágnes Inczédy von Nagy-Várad                                   |  |  |       |  |  |                                   |  |  |                                     |  |
| Maria di Teck                     |                           | Claudine Rhédey von Kis-Rhéde               |                                                                |  |  |       |  |  |                                   |  |  |                                     |  |
|                                   |                           | Adolfo di Hannover                          | Giorgio III del Regno Unito                                    |  |  |       |  |  |                                   |  |  |                                     |  |
|                                   |                           | Adolfo di Hannover                          | Giorgio III del Regno Unito                                    |  |  |       |  |  |                                   |  |  |                                     |  |
|                                   |                           | Adolfo di Hannover                          | Carlotta di Meclemburgo-Strelitz                               |  |  |       |  |  |                                   |  |  |                                     |  |
| Maria Adelaide di Hannover        |                           | Adolfo di Hannover                          |                                                                |  |  |       |  |  |                                   |  |  |                                     |  |
|                                   |                           | Augusta d'Assia-Kassell                     | Federico d'Assia-Kassel                                        |  |  |       |  |  |                                   |  |  |                                     |  |
|                                   |                           | Augusta d'Assia-Kassell                     | Federico d'Assia-Kassel                                        |  |  |       |  |  |                                   |  |  |                                     |  |
|                                   |                           | Augusta d'Assia-Kassell                     | Carolina di Nassau-Usingen                                     |  |  |       |  |  |                                   |  |  |                                     |  |
|                                   |                           | Augusta d'Assia-Kassell                     |                                                                |  |  |       |  |  |                                   |  |  |                                     |  |